# پروکوتیلوس
پروکوتیلوس(نام علمی: Procotylus) نام یک سرده از فراراستهٔ خزنده‌بالگان است.